# Брео ет Салагос
Брео ет Салагос (фр. Bréau-et-Salagosse) насеље је и општина у јужној Француској у региону Лангдок-Русијон, у департману Гар која припада префектури Виган.
По подацима из 2011. године у општини је живело 418 становника, а густина насељености је износила 16,93 становника/km². Општина се простире на површини од 24,69 km². Налази се на средњој надморској висини од 400 метара (максималној 1.402 m, а минималној 264 m).

## Демографија
| 1962. | 1968. | 1975. | 1982. | 1990. | 1999. | 2011. |
| ----- | ----- | ----- | ----- | ----- | ----- | ----- |
| 247   | 265   | 271   | 266   | 320   | 354   | 418   |

График промене броја становника у току последњих година